# Nomaua crinifrons
Nomaua crinifrons is een spinnensoort in de taxonomische indeling van de Synotaxidae.
Het dier behoort tot het geslacht Nomaua. De wetenschappelijke naam van de soort werd voor het eerst geldig gepubliceerd in 1891 door A.T. Urquhart.